# Fabrice Santoro
Fabrice Santoro (Tahiti, 9 de dezembro de 1972) é um ex-tenista profissional francês,  nascido na Polinésia Francesa. Representando a França, ficou 21 anos na ativa. Era conhecido por seu estilo diferenciado de jogo, usando as duas mãos em quase todas as situações. Pete Sampras o apelidou de "O Mágico".
Obteve sucesso tanto em partidas individuais quanto em duplas, e era popular entre os espectadores e outros jogadores por seu comportamento vencedor e habilidades de arremesso; ele também faz parte de uma raça rara de jogadores que joga com as duas mãos tanto no forehand quanto no backhand.
Devido à longevidade de sua carreira, Santoro detém vários recordes da ATP: o maior número de vitórias na carreira sobre os dez melhores oponentes para um jogador que nunca esteve entre os dez primeiros do raning (sua melhor posição foi a de 40), o maior número de aparições no Aberto da França (20), empatado com Feliciano López, e o terceiro maior número de participações em competições de simples em eventos do Grand Slam (70), atrás apenas de Roger Federer (79) e Feliciano López (75). Ele também detem a segunda maior derrota em jogos de simples, atrás de López (444).
Venceu 17 jogadores número 1 do mundo, entre eles Sampras, Agassi, Federer, Becker, Connors, Edberg, Guga e Safin. Este último sofreu na mão do Mágico, foram 7 derrotas em 9 jogos.
Em simples, Santoro conquistou seis títulos, mas chegou às quartas de final em um Grand Slam apenas uma vez. 
Ele teve maior sucesso na competição de duplas, com dois títulos de duplas do Grand Slam, um título de duplas mistas e 25 campeonatos de duplas em nível ATP no total.
Em Roland Garros de 2004, Santoro derrotou Arnaud Clement por 4-6, 3-6, 7-6, 6-3 e 16-14, em 6 horas e 33 minutos, na partida mais longa no saibro francês e a 2a mais longa da história do tennis profissional.
Após aposentar-se como profissional, Santoro tem jogado o torneio para ex-atletas ATP Champions Tour. Na temporada 2012, ele venceu 2 etapas. Desde março de 2019, ele é o treinador do tenista canadense Milos Raonic.

## Carreira

### Juniores
| Junior Grand Slam Tournaments |    |    |
| Australian Open               | A  | A  |
| French Open                   | 2R | W  |
| Wimbledon                     | A  | 3R |
| US Open                       | 3R | SF |

Em 1988, ganhou o Orange Bowl. Em 1989, Roland Garros juvenil, e terminou como o segundo melhor juvenil da temporada.

### Profissional
Em simples, Santoro chegou a ocupar a 17ª posição do ranking mundial e fez história ao participar de 70 edições de Grand Slams em quatro décadas diferentes (de 1989 a 2010).
Alcançou mais sucesso em duplas ganhando o Aberto da Austrália em 2003 e 2004 com Michaël Llodra, além de outros vices de Grand Slam. Chegou a ocupar a 6a posição no ranking de duplas. Também ja foi campeão em Roland Garros nas duplas mistas com a tenistas Daniela Hantuchová.
Representou a França nas Olimpíadas de Atenas em 2004. Foi campeão da Copa Davis em 2001 2001 e vice-campeão em 1999 e 2002, com a equipe francesa.

## Estilo de Jogo
Fabrice Santoro foi um inovador na história do tênis. Seu estilo de jogo único adotava o uso constante das duas mãos na raquete (tanto no forehand, quanto no backhand). Destro, ele batia seu backhand com duas mãos e só usava slice no forehand. Por isso, ele ficou conhecido por sua forma pouco ortodoxa de jogar este esporte. Desde seus primeiros treinamentos no tênis, ele teve ampla liberdade para criar seu jogo e hábitos tenísticos. Ele desenvolveu esse estilo junto com seu pai, um antigo goleiro de futebol que percebeu desde cedo que, para compensar seus diminutos 1,78 m e sua empunhadura de duas mãos, seu filho precisaria mover os adversários para os lados, para frente e para trás; do contrário, corria o risco de ser varrido de quadra. Quando ele tinha 11 anos, seu treinador lhe disse que, se quisesse melhorar seu jogo, teria que aprender a executar seu forehand com uma mão apenas, em vez de duas - como fazia desde que segurara uma raquete de tênis pela primeira vez, aos cinco anos de idade. Ele recusou.
.
Fabrice Santoro apresentou-se ao tenis profissional em 1988, "assustando" os adversários ao golpear tanto o backhand quanto o forehand com duas mãos. Mais do que isso, fazia-o de forma bastante desajeitada, às vezes usando efeito topspin, outras tantas usando slices. Enfim, era uma anomalia. Baixo, sem um grande saque, ele precisava correr de lado a lado da quadra, devolvendo todas as bolas, para poder aguentar a força dos oponentes. Com o tempo e devido ao estilo único, tornou-se um grande estrategista, pois, para vencer era necessário usar todas as armas possíveis, mudando constantemente o ritmo do jogo. Seus golpes estranhos deixavam os adversários loucos. Com uma inteligência e uma visão tática fora do comum, ele conseguia achar ângulos que poucos conseguiam. Ele jamais batia uma bola igual a outra, sempre variando um slice, com um topspin, uma deixadinha, com um lob, subidas a rede, etc. Tentar achar um padrão de jogo, ou prever sua próxima bola era sempre um grande desafio para todos seus adversários.
A persistência de Santoro, com seus slices venenosos, deixava seus adversários loucos. Não a toa, foi apelidado por Pete Sampras como "O Mago".
Nick Bollettieri, o pai do jogo de fundo baseado na força, fez o seguinte comentário sobre Santoro. "Ele sabe como mexer você pela quadra e então colocar a bola fora de seu alcance. As pessoas falam: "Ó, ele bate com as duas mãos, ele fatia, corta", mas ele joga com a cabeça também".
Enquanto ele ainda jogava no circuito profissional, muitos diziam que seu estilo estava mais para partidas de exibição do que para os campeonatos da ATP.

## Finais

### Simples (6 títulos, 6 Vice-campeonatos)
| Legend (Singles)                                              |
| Grand Slam (0)                                                |
| Tennis Masters Cup / ATP World Tour Finals (0)                |
| ATP Masters Series / ATP World Tour Masters 1000 (0)          |
| ATP International Series Gold / ATP World Tour 500 Series (1) |
| ATP International Series / ATP World Tour 250 Series (5)      |

| Resultado    | No. | Data             | Torneio                     | Superfície | Adverspário na final | Placar                  |
| ------------ | --- | ---------------- | --------------------------- | ---------- | -------------------- | ----------------------- |
| Vice-campeão | 1.  | 8 October 1990   | Toulouse, France            | Dura (i)   | Jonas Svensson       | 6–7(5–7), 2–6           |
| Vice-campeão | 2.  | 8 February 1993  | Dubai, United Arab Emirates | Dura       | Karel Nováček        | 4–6, 5–7                |
| Vice-campeão | 3.  | 7 August 1994    | Kitzbühel, Austria          | Saibro     | Goran Ivanišević     | 2–6, 6–4, 6–4, 3–6, 2–6 |
| Campeão      | 4.  | 13 October 1997  | Lyon, France                | Carpet (i) | Tommy Haas           | 6–4, 6–4                |
| Vice-campeão | 5.  | 12 January 1998  | Doha, Qatar                 | Dura       | Petr Korda           | 0–6, 3–6                |
| Campeão      | 6.  | 1 February 1999  | Marseille, France           | Dura (i)   | Arnaud Clément       | 6–3, 4–6, 6–4           |
| Vice-campeão | 7.  | 7 March 1999     | Copenhagen, Denmark         | Dura (i)   | Magnus Gustafsson    | 4–6, 1–6                |
| Campeão      | 8.  | 3 January 2000   | Doha, Qatar                 | Dura       | Rainer Schüttler     | 3–6, 7–5, 3–0, retired  |
| Vice-campeão | 9.  | 17 June 2001     | Halle, Germany              | Grama      | Thomas Johansson     | 3–6, 7–6(7–5), 2–6      |
| Campeão      | 10. | 25 February 2002 | Dubai, United Arab Emirates | Dura       | Younes El Aynaoui    | 6–4, 3–6, 6–3           |
| Campeão      | 11. | 9 July 2007      | Newport, United States      | Grama      | Nicolas Mahut        | 6–4, 6–4                |
| Campeão      | 12. | 13 July 2008     | Newport, United States      | Grama      | Prakash Amritraj     | 6–3, 7–5                |

### Duplas

#### Finais de Grand Slam

##### Duplas Masculina: 5 (2-3)
| Resultado    | Ano  | Torneio             | Superfície | Parceiro       | Adversários na final          | Placar             |
| Vice-campeão | 2002 | Australian Open     | Dura       | Michaël Llodra | Mark Knowles Daniel Nestor    | 6–7(4–7), 3–6      |
| Campeão      | 2003 | Australian Open (1) | Dura       | Michaël Llodra | Mark Knowles Daniel Nestor    | 6–4, 3–6, 6–3      |
| Campeão      | 2004 | Australian Open (2) | Dura       | Michaël Llodra | Bob Bryan Mike Bryan          | 7–6(7–4), 6–3      |
| Vice-campeão | 2004 | French Open         | Saibro     | Michaël Llodra | Xavier Malisse Olivier Rochus | 5–7, 5–7           |
| Vice-campeão | 2006 | Wimbledon           | Grama      | Nenad Zimonjić | Bob Bryan Mike Bryan          | 3–6, 6–4, 4–6, 2–6 |

##### Duplas Mistas: 1 (1-0)
| Resultado | Ano  | Torneio     | Superfície | Parceira           | Adversários na final             | Placar        |
| Campeão   | 2005 | French Open | Saibro     | Daniela Hantuchová | Martina Navrátilová Leander Paes | 3–6, 6–3, 6–2 |

#### Títulos (24)
| Legend (Doubles)                                              |
| Grand Slam (2)                                                |
| Tennis Masters Cup / ATP World Tour Finals (1)                |
| ATP Masters Series / ATP World Tour Masters 1000 (3)          |
| ATP International Series Gold / ATP World Tour 500 Series (3) |
| ATP International Series / ATP World Tour 250 Series (15)     |

| No. | Data              | Torneio                    | Superfície | Parceiro           | Adversários na Final                | Placar                   |
| 1.  | 25 September 1995 | Palermo, Italy             | Saibro     | Álex Corretja      | Hendrik Jan Davids Piet Norval      | 6–7, 6–4, 6–3            |
| 2.  | 20 July 1998      | Stuttgart, Germany         | Saibro     | Olivier Delaître   | Joshua Eagle Jim Grabb              | 6–1, 3–6, 6–3            |
| 3.  | 28 September 1998 | Toulouse, France           | Dura (i)   | Olivier Delaître   | Paul Haarhuis Jan Siemerink         | 6–2, 6–4                 |
| 4.  | 5 October 1998    | Basel, Switzerland         | Dura (i)   | Olivier Delaître   | Piet Norval Kevin Ullyett           | 6–3, 7–6                 |
| 5.  | 19 October 1998   | Lyon, France               | Carpet (i) | Olivier Delaître   | Tomás Carbonell Francisco Roig      | 6–2, 6–2                 |
| 6.  | 23 August 1999    | Long Island, United States | Dura       | Olivier Delaître   | Jan-Michael Gambill Scott Humphries | 7–5, 6–4                 |
| 7.  | 16 October 2000   | Toulouse, France           | Dura (i)   | Julien Boutter     | Donald Johnson Piet Norval          | 7–6(10–8), 4–6, 7–6(7–5) |
| 8.  | 12 February 2001  | Marseille, France          | Dura (i)   | Julien Boutter     | Michael Hill Jeff Tarango           | 7–6(9–7), 7–5            |
| 9.  | 28 October 2002   | Paris, France              | Carpet (i) | Nicolas Escudé     | Gustavo Kuerten Cédric Pioline      | 6–3, 7–6(8–6)            |
| 10. | 13 January 2003   | Melbourne, Australia       | Dura       | Michaël Llodra     | Mark Knowles Daniel Nestor          | 6–4, 3–6, 6–3            |
| 11. | 10 February 2003  | Marseille, France          | Dura (i)   | Sébastien Grosjean | Tomáš Cibulec Pavel Vízner          | 6–1, 6–4                 |
| 12. | 12 January 2004   | Auckland, New Zealand      | Dura       | Mahesh Bhupathi    | Jiří Novák Radek Štěpánek           | 4–6, 7–5, 6–3            |
| 13. | 19 January 2004   | Melbourne, Australia       | Dura       | Michaël Llodra     | Bob Bryan Mike Bryan                | 7–6(7–4), 6–3            |
| 14. | 1 March 2004      | Dubai, UAE                 | Dura       | Mahesh Bhupathi    | Jonas Björkman Leander Paes         | 6–2, 4–6, 6–4            |
| 15. | 2 May 2005        | Rome, Italy                | Saibro     | Michaël Llodra     | Bob Bryan Mike Bryan                | 6–4, 6–2                 |
| 16. | 3 October 2005    | Metz, France               | Dura (i)   | Michaël Llodra     | José Acasuso Sebastián Prieto       | 5–2, 3–5, 5–4            |
| 17. | 24 October 2005   | Lyon, France               | Carpet (i) | Michaël Llodra     | Jeff Coetzee Rogier Wassen          | 6–3, 6–1                 |
| 18. | 7 November 2005   | Shanghai, China            | Carpet (i) | Michaël Llodra     | Leander Paes Nenad Zimonjić         | 6–7(6–8), 6–3, 7–6(7–4)  |
| 19. | 9 January 2006    | Sydney, Australia          | Dura       | Nenad Zimonjić     | František Čermák Leoš Friedl        | 6–1, 6–4                 |
| 20. | 12 June 2006      | Halle, Germany             | Grama      | Nenad Zimonjić     | Michael Kohlmann Rainer Schüttler   | 6–0, 6–4                 |
| 21. | 2 October 2006    | Metz, France               | Dura (i)   | RicDura Gasquet    | Julian Knowle Jürgen Melzer         | 3–6, 6–1, [11–9]         |
| 22. | 9 October 2006    | Moscow, Russia             | Carpet (i) | Nenad Zimonjić     | František Čermák Jaroslav Levinský  | 6–1, 7–5                 |
| 23. | 26 February 2007  | Dubai, UAE                 | Dura       | Nenad Zimonjić     | Mahesh Bhupathi Radek Štěpánek      | 7–5, 6–7(3–7), [10–7]    |
| 24. | 7 May 2007        | Rome, Italy                | Saibro     | Nenad Zimonjić     | Bob Bryan Mike Bryan                | 6–4, 6–7(4–7), [10–7]    |

#### Vice-Campeonatos (18)
| No. | Data              | Torneio                   | Superfície | Parceiro         | Adversários na Final             | Placar                            |
| 1.  | 10 February 1997  | Marseille, France         | Dura (i)   | Olivier Delaître | Thomas Enqvist Magnus Larsson    | 3–6, 4–6                          |
| 2.  | 13 October 1997   | Lyon, France              | Carpet (i) | Olivier Delaître | Ellis Ferreira Patrick Galbraith | 6–3, 2–6, 4–6                     |
| 3.  | 3 November 1997   | Moscow, Russia            | Carpet (i) | David Adams      | Martin Damm Cyril Suk            | 4–6, 3–6                          |
| 4.  | 5 January 1998    | Doha, Qatar               | Dura       | Olivier Delaître | Mahesh Bhupathi Leander Paes     | 4–6, 6–3, 4–6                     |
| 5.  | 10 August 1998    | Cincinnati, United States | Dura       | Olivier Delaître | Mark Knowles Daniel Nestor       | 1–6, 1–2 retired                  |
| 6.  | 14 January 2002   | Melbourne, Australia      | Dura       | Michaël Llodra   | Mark Knowles Daniel Nestor       | 6–7(4–7), 3–6                     |
| 7.  | 14 April 2003     | Monte Carlo, Monaco       | Saibro     | Michaël Llodra   | Mahesh Bhupathi Max Mirnyi       | 4–6, 6–3, 6–7(6–8)                |
| 8.  | 5 May 2003        | Rome, Italy               | Saibro     | Michaël Llodra   | Wayne Arthurs Paul Hanley        | 1–6, 3–6                          |
| 9.  | 29 September 2003 | Metz, France              | Dura (i)   | Michaël Llodra   | Julien Benneteau Nicolas Mahut   | 6–7(2–7), 3–6                     |
| 10. | 27 October 2003   | Paris, France             | Carpet (i) | Michaël Llodra   | Wayne Arthurs Paul Hanley        | 3–6, 6–1, 3–6                     |
| 11. | 8 November 2003   | Houston, United States    | Dura       | Michaël Llodra   | Bob Bryan Mike Bryan             | 7–6(8–6), 3–6, 6–3, 6–7(3–7), 4–6 |
| 12. | 24 May 2004       | French Open, France       | Saibro     | Michaël Llodra   | Xavier Malisse Olivier Rochus    | 5–7, 5–7                          |
| 13. | 21 February 2005  | Dubai, UAE                | Dura       | Jonas Björkman   | Martin Damm Radek Štěpánek       | 2–6, 4–6                          |
| 14. | 9 May 2005        | Hamburg, Germany          | Saibro     | Michaël Llodra   | Jonas Björkman Max Mirnyi        | 6–4, 6–7(2–7), 6–7(3–7)           |
| 15. | 17 April 2006     | Monte Carlo, Monaco       | Saibro     | Nenad Zimonjić   | Jonas Björkman Max Mirnyi        | 2–6, 6–7(2–7)                     |
| 16. | 26 June 2006      | Wimbledon, UK             | Grama      | Nenad Zimonjić   | Bob Bryan Mike Bryan             | 3–6, 6–4, 4–6, 2–6                |
| 17. | 30 October 2006   | Paris, France             | Carpet (i) | Nenad Zimonjić   | Arnaud Clément Michaël Llodra    | 6–7(4–7), 2–6                     |
| 18. | 11 June 2007      | Halle, Germany            | Grama      | Nenad Zimonjić   | Simon Aspelin Julian Knowle      | 4–6, 6–7(5–7)                     |

### Honrarias e Recordes
- Mais partições consecutivas em torneios de Grand Slam - 70 vezes (de 1989 a 2010).[6]
- Mais de 1 500 jogos disputados (entre simples e duplas).
- Mais derrotas em torneios da ATP - 444.
- Maior quantidade de torneios de simples disputados: 444 torneios.
- Único tenista da história a jogar em quatro décadas diferentes (anos 80, 90, 2000 e 2010).[4]
- Jogador mais velho a ser bicampeão consecutivo de um torneio de simples da ATP: 37 anos.